# Aoandon

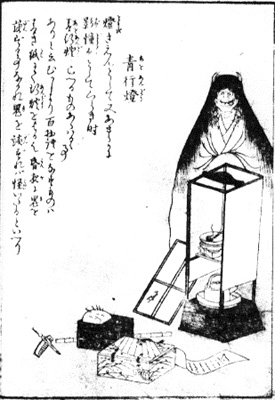
Illustrazione di un aoandon ad opera di Toriyama Sekien

L'Aoandon (青行燈? lett. lanterna blu) è uno yōkai del folklore giapponese. Esso appare quando l'ultima candela dello Hyakumonogatari Kaidankai è spenta.

## Caratteristiche
Nel bestiario Konjaku Hyakki Shūi (1771), Toriyama Sekien rappresenta lo Aoandon come una donna dai lunghi capelli neri, che ha due piccole corna sulla testa ed indossa un kimono bianco e i denti dipinti di nero.
Si dice che appaia quando sta per cominciare la centesima storia o quando la centesima storia è finita.
Uno dei racconti della raccolta di storie di fantasmi del periodo Edo Shukuchoku kusa, descrive che una grande mano apparve dal soffitto durante la centesima storia dei cento racconti e, quando fu tagliata con una spada, era una zampa di ragno lunga circa tre sun.
Il commento al Konjaku Hyakki Shūi afferma che "se parli di demoni, vedrai i demoni", il che porta alcuni a credere che Aoandon non sia il nome del mostro stesso, ma si riferisca alle varie stranezze che si dice si verifichino dopo i Cento racconti.
Si dice che le persone che raccontavano lo Hyakumonogatari smettessero di raccontare storie di fantasmi dopo il novantanovesimo per paura delle apparizioni, quindi ci sono poche testimonianze concrete dell'apparizione dell'Aoandon.
Kondō Mizuki ritiene che gli articoli da cucito, il pettine e le lettere davanti all'aoandon nell'illustrazione di  Toriyama Sekien suggeriscono una situazione in cui la moglie del protagonista legge una lettera d'amore che il marito ha ricevuto da un'altra donna e diventa gelosa, e che il soggetto di questo dipinto è l'ossessione della gelosia.

## Origine
Il nome deriva dal fatto che durante lo Hyakumonogatari Kaidankai (un gioco in cui si raccontano storie di paura), era frequente accendere una lanterna di carta blu per rendere più "lugubre" l'atmosfera.